# يونا (مدينة)

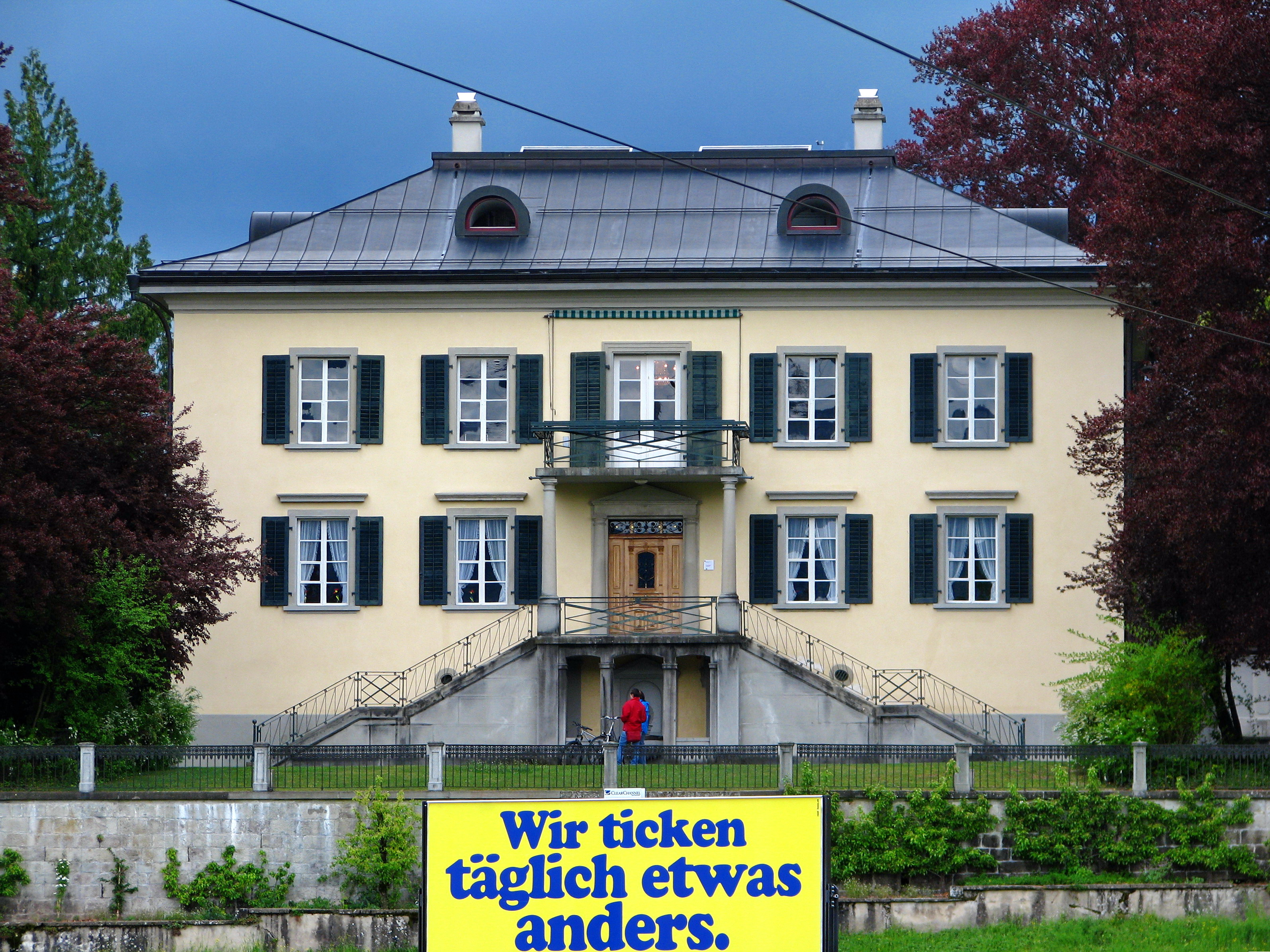
عقار في غرينفالز

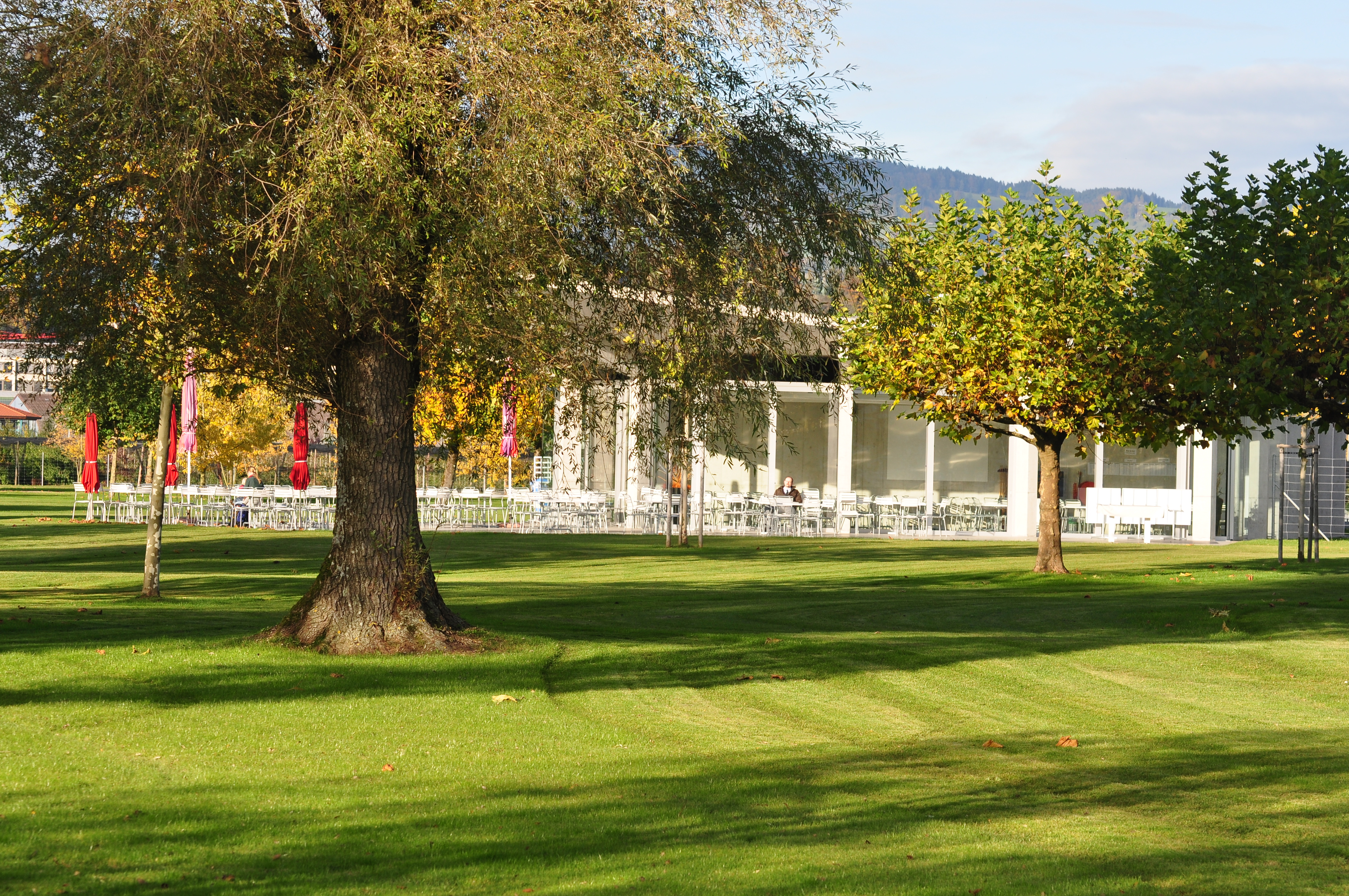
ساحة وسط جونا)

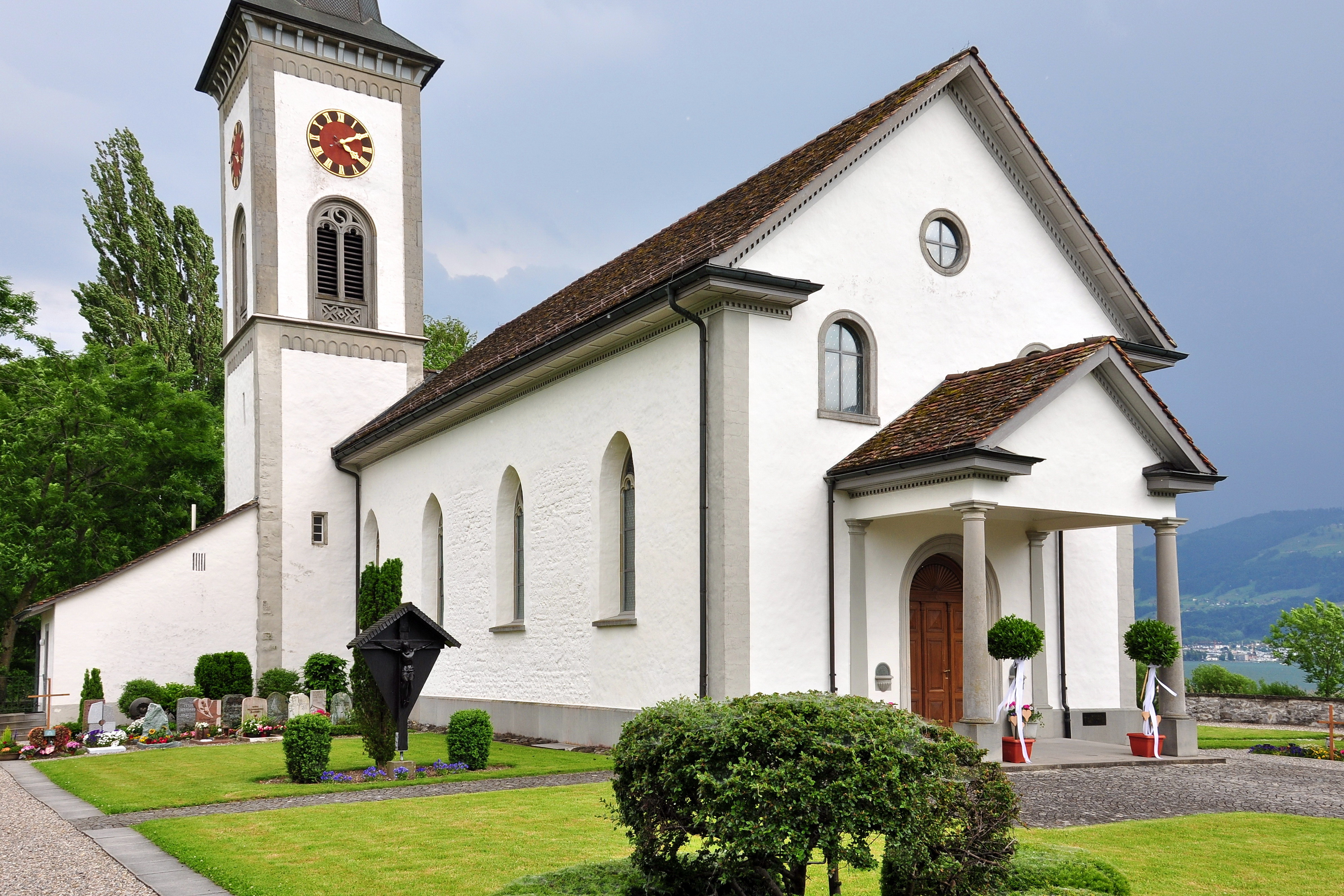
سانت مارتن باسكيرتش

يونا (بالألمانية: Jona) هي بلدية سابقة في كانتون سانت غالن في سويسرا.
تقع يونا في الساحل الشرقي من أوبريسي.

## معرض صور

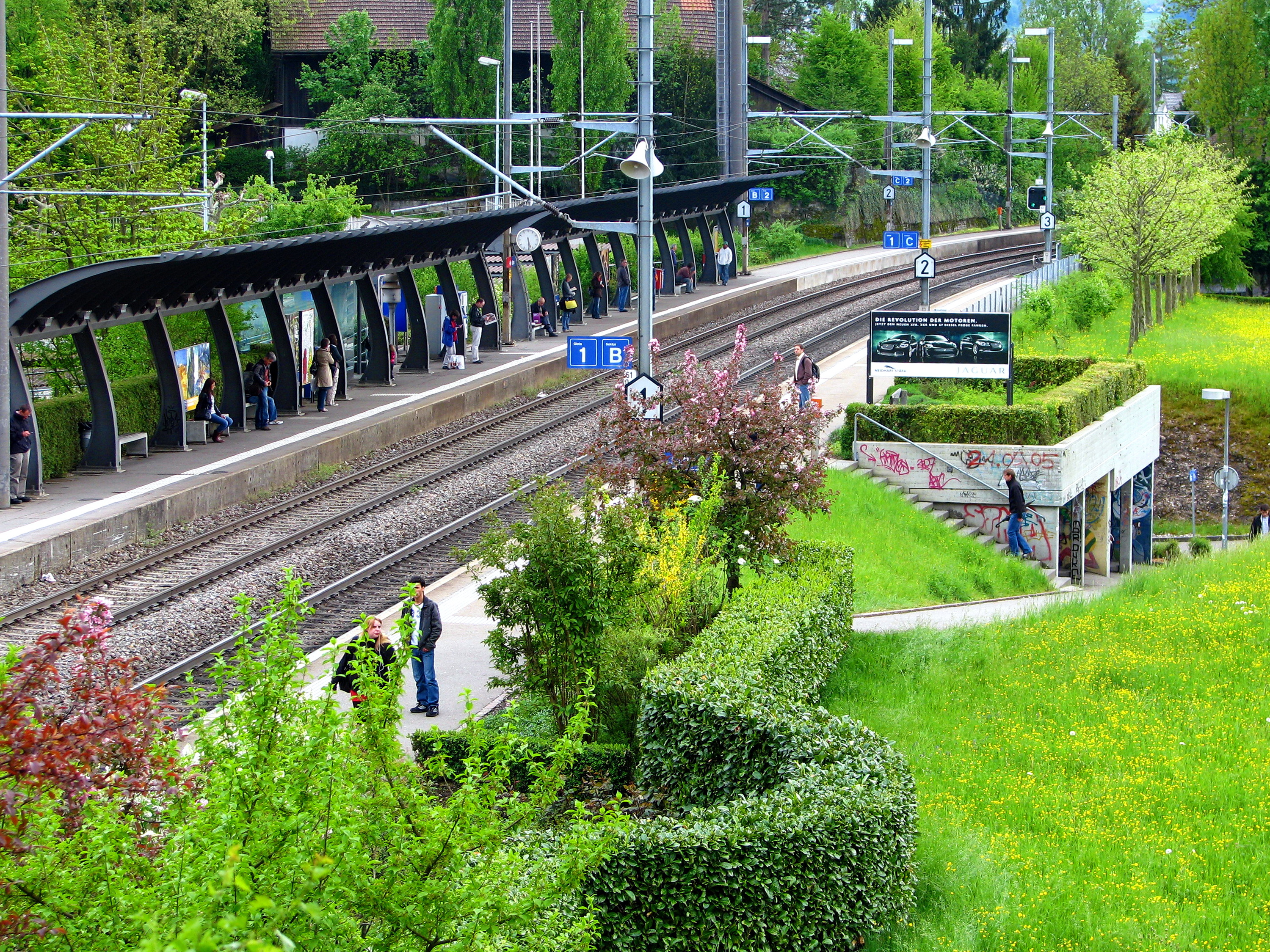
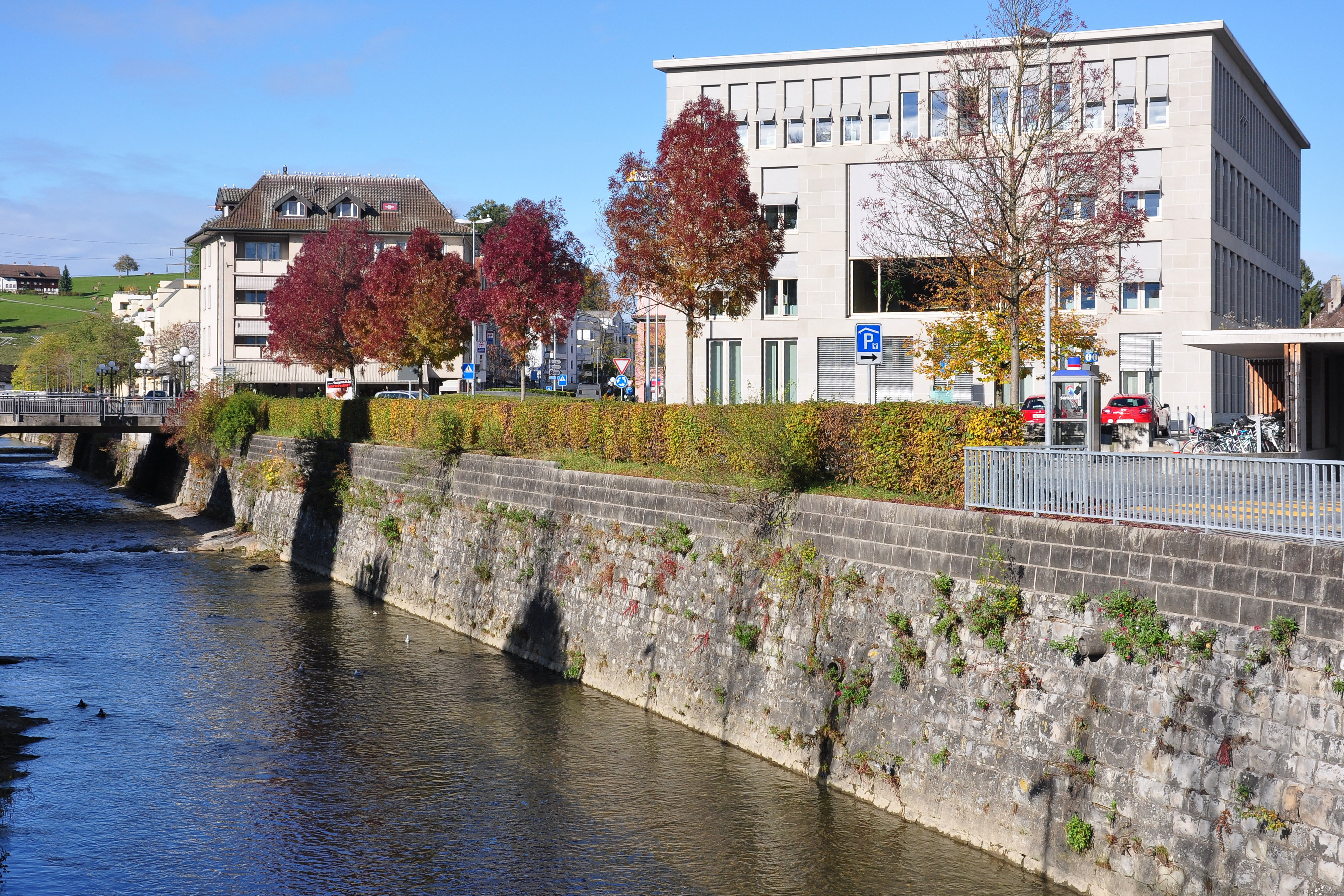
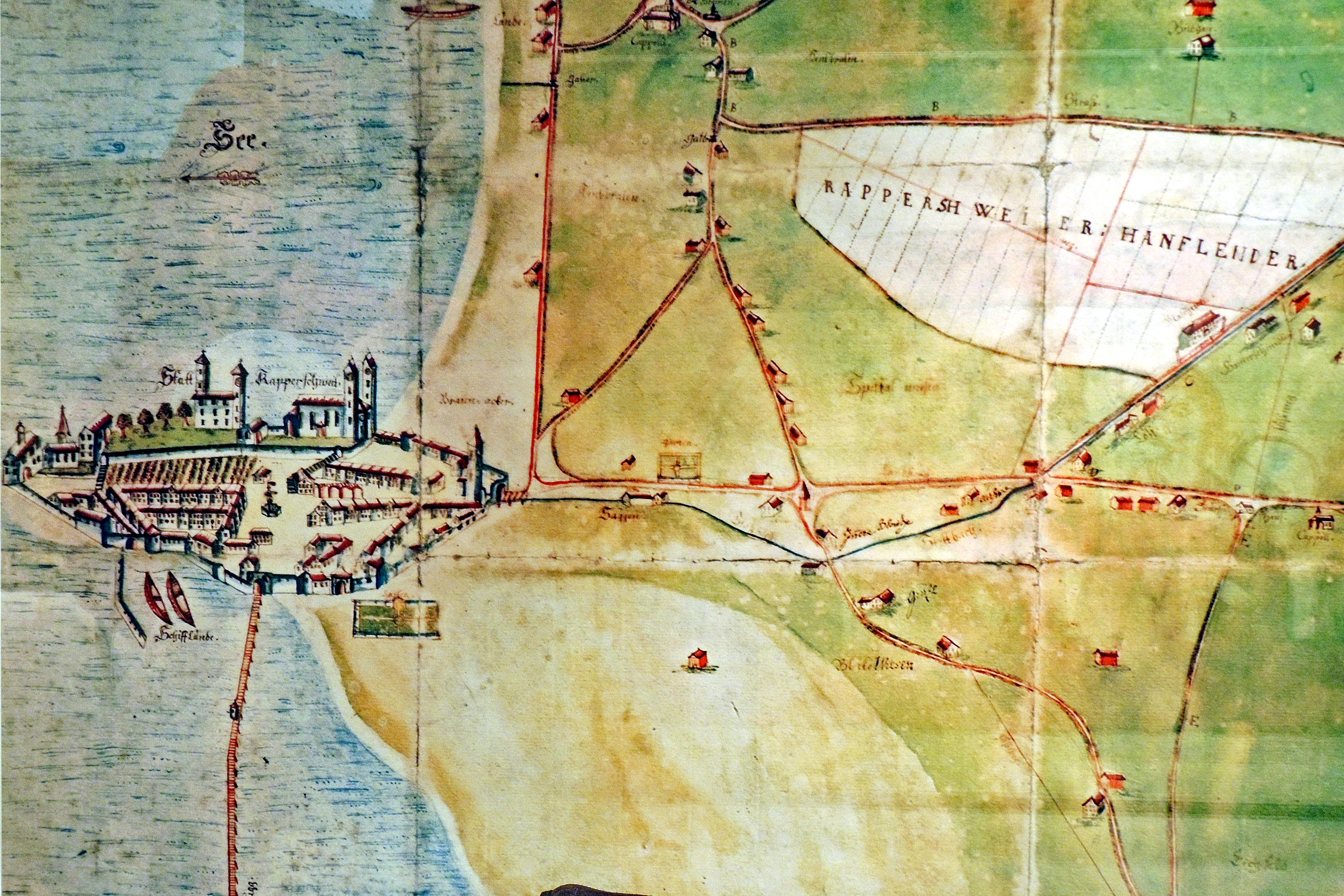